# 가운뎃손가락

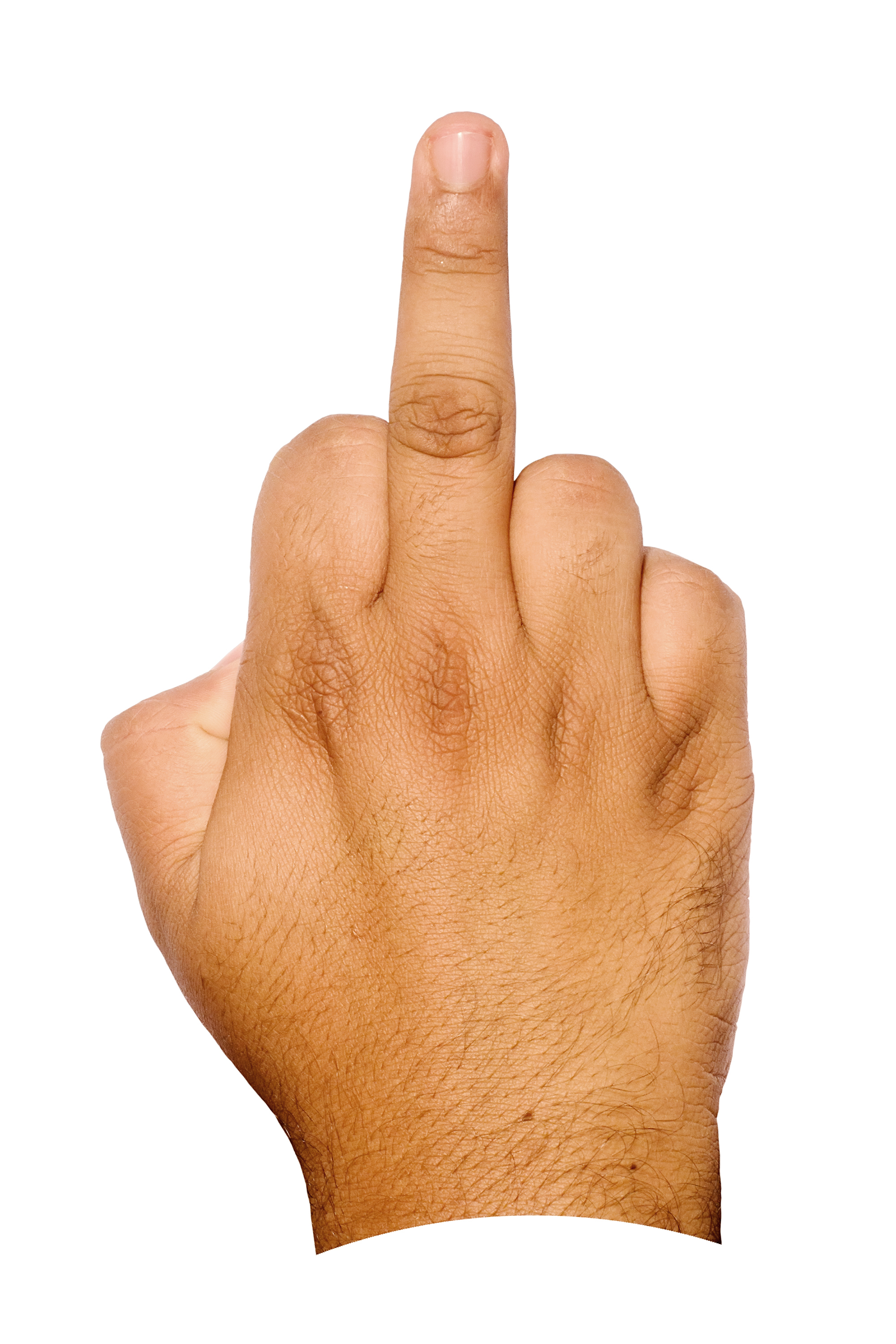
가운뎃손가락

가운뎃손가락은 다섯 손가락 중 세 번째에 위치한 손가락으로, 손가락 중에서 가장 긴 손가락이다. 중지(中指)라고도 한다. 가운뎃손가락을 치켜올리는 행위는 욕으로 사용되기도 한다.

## 같이 보기
- 가운뎃손가락 (제스처)
- 엄지손가락
- 집게손가락
- 약손가락
- 새끼손가락